# Paruroctonus tulare
Espèce
Paruroctonus tulare est une espèce de scorpions de la famille des Vaejovidae.

## Distribution
Cette espèce est endémique de Californie aux États-Unis. Elle se rencontre dans la vallée de San Joaquin dans les comtés de Kern et de Fresno dans le bassin Tulare.

## Habitat
Cette espèce se rencontre dans un bassin salé.

## Description
Le mâle holotype mesure 46,57 mm, les mâles mesurent de 41,45 à 53,24 mm et les femelles de 44,1 à 54 mm.

## Systématique et taxinomie
Cette espèce a été décrite par Jain, Forbes, Gorneau et Esposito en 2023.

## Étymologie
Son nom d'espèce lui a été donné en référence au lieu de sa découverte, le bassin Tulare.

## Publication originale
- Jain, Forbes, Gorneau & Esposito, 2023 : « A new species of alkali-sink Paruroctonus Werner, 1934 (Scorpiones, Vaejovidae) from California’s San Joaquin Valley. » ZooKeys, no 1185, p. 199-239 (texte intégral).